# 마두금
마두금(馬頭琴)은 몽골의 전통 현악기로, 원어 명칭을 따라서 머릉 호르(몽골어: ᠮᠣᠷᠢᠨ ᠬᠣᠭᠣᠷ)라고 일컫기도 한다. 몽골의 음악 문화에서 빼놓을 수 없는 역할을 하는 악기로서, 줄감개 끝에 말머리 장식을 썼다 하여 마두금이라고 일컬어진다. UNESCO에 의하여 선정된 인류 구전 및 무형유산 걸작 중 하나이기도 하다.
한국인 연주자로는 2017년부터 활동을 시작한 몽골식 마두금 연주자인 김연준이 있으며, 인디밴드 한음파의 보컬 이정훈은 중국 내몽골에서 중국식 마두금과 얼후를 배운 적이 있다.